# Regierung Curtin I

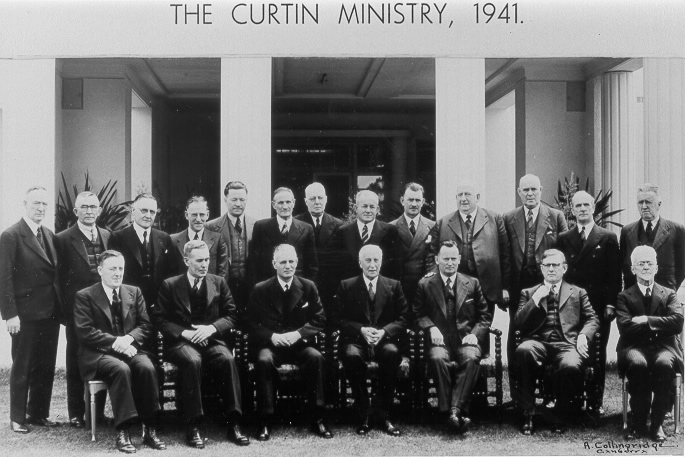
Die Regierung Curtin 1941

Die Regierung Curtin I regierte Australien vom 7. Oktober 1941 bis zum 21. September 1943. Es handelte sich um eine Minderheitsregierung der Labor Party, der alle Minister angehörten.
Die Vorgängerregierung war eine Koalitionsregierung der United Australia Party und der Country Party unter Premierminister Arthur Fadden. Nachdem die Regierung am 3. Oktober 1941 eine Abstimmung im Parlament verlor, beauftragte Generalgouverneur Alexander Hore-Ruthven den Vorsitzenden der Labor Party, John Curtin, mit der Bildung einer neuen Regierung, die nur über 32 der 75 Sitze im Repräsentantenhaus verfügte. Bei der Parlamentswahl am 21. August 1943 erhielt Labor 49,9 % der Stimmen und 49 der 75 Sitze im Repräsentantenhaus sowie 22 der 36 Sitze im Senat. Curtin blieb Premierminister der neuen Laborregierung.

## Ministerliste
| Minister                                          | Minister           | Minister                               | Minister |
| Amt                                               | Minister           | Amtszeit                               | Bild     |
| ------------------------------------------------- | ------------------ | -------------------------------------- | -------- |
| Premierminister                                   | John Curtin        | 7. Oktober 1941 – 21. September 1943   |          |
| Minister für die Koordination der Verteidigung    | John Curtin        | 7. Oktober 1941 – 14. April 1942       |          |
| Verteidigungsminister                             | John Curtin        | 14. April 1942 – 21. September 1943    |          |
| Armeeminister                                     | Frank Forde        | 7. Oktober 1941 – 21. September 1943   |          |
| Schatzminister                                    | Ben Chifley        | 7. Oktober 1941 – 21. September 1943   |          |
| Minister für Nachkriegs-Wiederaufbau              | Ben Chifley        | 22. Dezember 1942 – 21. September 1943 |          |
| Generalstaatsanwalt                               | Herbert Vere Evatt | 7. Oktober 1941 – 21. September 1943   |          |
| Außenminister                                     | Herbert Vere Evatt | 7. Oktober 1941 – 21. September 1943   |          |
| Minister für Versorgung und Entwicklung           | Jack Beasley       | 7. Oktober 1941 – 17. Oktober 1942     |          |
| Minister für Versorgung und Schifffahrt           | Jack Beasley       | 17. Oktober 1942 – 21. September 1943  |          |
| Innenminister                                     | Joe Collings       | 7. Oktober 1941 – 21. September 1943   |          |
| Marineminister                                    | Norman Makin       | 7. Oktober 1941 – 21. September 1943   |          |
| Munitionsminister                                 | Norman Makin       | 7. Oktober 1941 – 21. September 1943   |          |
| Sozialminister                                    | Jack Holloway      | 7. Oktober 1941 – 21. September 1943   |          |
| Gesundheitsminister                               | Jack Holloway      | 7. Oktober 1941 – 21. September 1943   |          |
| Minister für Handel und Zölle                     | Richard Keane      | 7. Oktober 1941 – 21. September 1943   |          |
| Vizepräsident des Executive Council               | Richard Keane      | 7. Oktober 1941 – 21. September 1943   |          |
| Minister für die Luftwaffe                        | Arthur Drakeford   | 7. Oktober 1941 – 21. September 1943   |          |
| Minister für die Luftfahrt                        | Arthur Drakeford   | 7. Oktober 1941 – 21. September 1943   |          |
| Wirtschaftsminister                               | William Scully     | 7. Oktober 1941 – 22. Dezember 1942    |          |
| Minister für Wirtschaft und Landwirtschaft        | William Scully     | 22. Dezember 1942 – 21. September 1943 |          |
| Generalpostmeister                                | Bill Ashley        | 7. Oktober 1941 – 21. September 1943   |          |
| Informationsminister                              | Bill Ashley        | 7. Oktober 1941 – 21. September 1943   |          |
| Minister für Arbeit und Wehrpflicht               | Eddie Ward         | 7. Oktober 1941 – 21. September 1943   |          |
| Minister für Repatriierung                        | Charles Frost      | 7. Oktober 1941 – 21. September 1943   |          |
| Minister für Veteranenunterkünfte                 | Charles Frost      | 7. Oktober 1941 – 21. September 1943   |          |
| Minister für Kriegswirtschaft                     | John Dedman        | 7. Oktober 1941 – 21. September 1943   |          |
| Forschungsminister                                | John Dedman        | 7. Oktober 1941 – 21. September 1943   |          |
| Minister für Heimatschutz                         | Bert Lazzarini     | 7. Oktober 1941 – 21. September 1943   |          |
| Minister für die Außenterritorien                 | James Fraser       | 7. Oktober 1941 – 21. September 1943   |          |
| Minister für Flugzeugproduktion                   | Don Cameron        | 7. Oktober 1941 – 21. September 1943   |          |
| Verkehrsminister                                  | George Lawson      | 7. Oktober 1941 – 21. September 1943   |          |
|                                                   |                    |                                        |          |
| Assistant Minister                                |                    |                                        |          |
| Assistant Minister für die Armee                  | James Fraser       | 21. Februar 1942 – 21. September 1943  |          |
| Assistant Minister im Schatzministerium           | Bert Lazzarini     | 7. Oktober 1941 – 21. September 1943   |          |
| Assistant Minister für Versorgung und Schifffahrt | James Fraser       | 17. Oktober 1942 – 21. September 1943  |          |
| Assistant Minister für Munition                   | Don Cameron        | 7. Oktober 1941 – 21. Februar 1942     |          |
| Assistant Minister für Munition                   | Jack Holloway      | 21. Februar 1942 – 21. September 1943  |          |
| Assistant Minister für Wirtschaft                 | James Fraser       | 7. Oktober 1941 – 17. Oktober 1942     |          |
| Assistant Minister für die Post                   | George Lawson      | 7. Oktober 1941 – 21. September 1943   |          |